# 14400 Baudot
14400 Baudot este un asteroid din centura principală de asteroizi.

## Descriere
14400 Baudot este un asteroid din centura principală de asteroizi. A fost descoperit pe 16 noiembrie 1990 la Observatorul La Silla de Eric Walter Elst. El prezintă o orbită caracterizată de o semiaxă mare de 2,69 ua, o excentricitate de 0,24 și o înclinație de 4,6° în raport cu ecliptica.